# Argumentul ontologic
Argumentul ontologic este un argument deductiv a priori. Este o încercare de a se ajunge la ideea existenței lui Dumnezeu, prin analiza conceptuală, pornind de la conceptul lui Dumnezeu ca ființă perfectă.
Argumentul a fost dezvoltat pentru prima dată de Sf.Anselm în Proslogion cap. II.
După ce Descartes dă o reformulare a argumentului, el a fost acceptat de Spinoza și de Leibniz. În evul mediu, argumentul a fost respins de Toma d'Aquino iar mai târziu, a fost criticat de Hume și de Kant.

## Argumentul lui Anselm
1. Dumnezeu este ființa față de care altceva mai mare nu poate fi conceput (id quo nihil maius cogitari possit).
2. Ființa față de care altceva mai mare nu poate fi conceput există.
3. Prin urmare Dumnezeu există.

Gaunilon, un călugăr din mănăstirea Marmoutiers, a argumentat împotriva acestui raționament:
1. Insula Pierdută este o insulă în comparație cu care nu poate fi concepută o insulă mai mare.
2. A exista în realitate înseamnă a fi mai mare decât a exista doar ca idee.
3. Dacă Insula Pierdută nu există, atunci am putea concepe o insulă și mai mare, adică una care există.
4. Prin urmare Insula Pierdută există în realitate.

La contraargumentul formulat de Gaunilon, Anselm subliniază că argumentul său nu se poate aplica oricărei idei generale, ci numai conceptului de Dumnezeu.
Filosofii disting două versiuni ale argumentului lui Anselm.
Prima variantă:
1. Dumnezeu este cea mai mare ființă care poate fi concepută.
2. Dar dacă Dumnezeu ar exista doar în intelect, atunci ar putea exista o ființă care să fie și concepută (să existe în intelect) și să existe și în realitate.
3. Acea ființă ar fi mai mare decât una care există doar în intelect.
4. Prin urmare, Dumnezeu trebuie să existe și în realitate.

Cea de-a doua variantă:
1. Dumnezeu este cea mai mare ființă posibilă.
2. A fi o ființă necesară este mai mult decât a fi o ființă doar contingentă.
3. Dacă Dumnezeu ar exista doar ca o ființă posibilă, despre care să ne putem imagina că nu există, atunci ar putea fi concepută o ființă mai mare, care nu poate fi concepută ca neexistând.
4. Acea ființă ar fi atunci mai mare decât Dumnezeu, ceea ce este imposibil.
5. Deci Dumnezeu este o ființă necesară.

## Descartes
În Discurs asupra metodei, Descartes reformulează varianta lui Anselm:
1. Dumnezeu este ființa perfectă.
2. Ființa perfectă există.

Descartes consideră că singura dovadă care ajunge la ființa perfectă este aceea care caută cauza ideii de ființă perfectă pe care o avem în mintea noastră, deoarece cauza unei reprezentări a perfecțiunii și infinității nu poate fi decît o ființă perfectă și infinită. În plus, în acest caz special, regresia cauzală infinită este imposibilă, deoarece ideea de Dumnezeu este anterioară tuturor celorlalte idei pe care le putem concepe: „...percepția infinitului este, întrucâtva, anterioară în mine celei a finitului, cu alte cuvinte, percepția lui Dumnezeu e anterioară celei de mine” (Meditații III).
Cu toate că Descartes afirmă necesitatea cunoașterii prealabile a esenței unui lucru, pentru a putea trece la afirmarea existenței lui, totuși, acest principiu nu se aplică riguros decât în cazul demonstrației existenței lucrurilor materiale. În rest, atât în ceea ce privește existența eului („Eu sunt, eu exist”), cât și în cazul lui Dumnezeu („Dumnezeu există”), atât esența, cât și existența sunt rezolvate în paralel, prin același proces care, pe de-o parte, vizează precizarea ideii înnăscute, iar pe de altă parte, se constituie într-o dovadă a existenței (mele, ca substanță cugetătoare, respectiv, a lui Dumnezeu, ca ființă perfectă și infinită).

## Critica lui Kant
Spre deosebire de predecesorii săi, care se concentraseră pe problema dacă ființa perfectă trebuie mai degrabă să existe decât să nu existe, Kant susține că existența nu este un predicat (v. Critica rațiunii pure). După Kant, atunci când se spune "Dumnezeu este atotputernic", se pune în relație conceptul de Dumnezeu cu predicatul atotputerniciei. Atunci cînd se spune "Dumnezeu există" nu se pune conceptul de Dumnezeu în relație cu un predicat. Avem, prin urmare, propozițiile:
1. Dumnezeu este atotputernic.
2. Dumnezeu este.

În prima propoziție, Kant susține că sunt două concepte, Dumnezeu și atotputernicia, iar cuvântul este nu este un predicat ci numai ceea ce pune predicatul în relație cu subiectul. În propoziția 2, rolul lui este este tot relațional, numai că nu este clară relația pe care o exprimă. Kant spune că relația în cauză este cea dintre conceptul de Dumnezeu și subiectul (Dumnezeu cu toate predicatele lui).
Exemplul dat de Kant ilustrează punctul său de vedere:
|  | O sută de taleri reali nu conțin nimic mai mult decît o sută de taleri posibili... Dar la averea mea, o sută de taleri reali înseamnă mai mult decât simplul concept despre o sută de taleri (adică a posibilității lor) | — Critica rațiunii pure |

## Plantinga
Filosoful american, Alvin Plantinga, în cartea sa, Natura necesității,  propune o reconstrucție a argumentului anselmian:
1. E posibil să concepem o ființă care are mărime maximală și perfecțiune maximă.
2. Dar a avea mărime maximală înseamnă a avea proprietatea de a exista în orice lume posibilă.
3. Lumea actuală este una dintre lumile posibile.
4. Deci acea ființă (Dumnezeu) există în lumea noastră.

Primele două teze din reconstrucția lui Plantinga au fost controversate. Plantinga demonstrează că proprietatea de a avea mărime maximă este o esență, pleacând de la presupunerea că există două obiecte x și y de mărime maximă; pentru că x are mărime maximă, nu este posibil să existe o ființă mai mare decât x, dar fiindcă și y are mărime maximă, y e mai mare decât orice obiect, deci și decât x, ceea ce duce la contradicție.

## Richard Dawkins
Richard Dawkins (2006: 83) a argumentat:
1. Crearea lumii este cel mai minunat eveniment cu putință.
2. Meritul unei realizări este produs de (a) calitatea ei intrinsecă și (b) capacitatea creatorului ei.
3. Cu cat e mai mare neputința (handicapul) unui creator, cu atât mai impresionantă este realizarea.
4. Cel mai mare handicap pentru un creator ar fi ca el să nu existe.
5. Prin urmare dacă am presupune că universul este produsul unui creator care există, atunci am putea concepe o ființă și mai mare — și anume aceea care a creat totul fără ca ea să existe.
6. Pentru un Dumnezeu care există nu ar fi prin urmare o ființă mai mare decât tot ce putem concepe, deoarece un creator formidabil și incredibil ar fi un Dumnezeu care nu există.
7. Prin urmare, Dumnezeu nu există.

## Contemporanii
Astăzi, puțini filosofi mai acceptă argumentul, majoritatea raportându-se critic la el. În România, o încercare de a reformula argumentul ontologic a fost propusă de Adrian Miroiu, în Metafizica lumilor posibile și existența lui Dumnezeu.